# 이병도 (전라북도의원)
이병도(李炳道, 1966년 3월 25일 ~ , 전라북도 장수군)은 대한민국 전라북도의회 의원이다.

## 학력
- 부안초등학교
- 부안삼남중학교
- 전주신흥고등학교
- 전북대학교 섬유공학 학사
- 전북대학교 행정대학원 정치학 석사

## 경력
- 새천년민주당 호성동 지방자치위원장
- 정동영 국회의원 지역특보
- 열린우리당 전라북도당 교육연수국장
- 전북민주화운동기념사업회 운영위원
- 채수찬 국회의원 비서관
- 전북대학교 초빙교수
- 2010.07 ~ 2014.06: 제9대 전주시의회 의원
- 2014.07 ~ 2018.03: 제10대 전주시의회 의원
- 2018년 7월 1일 ~ 2022년 6월 30일: 제11대 전라북도의회 의원
- 2022년 7월 1일 ~ : 제12대 전라북도의회 의원
  - 제12대 전라북도의회 전반기 문화건설안전위원회 위원장

## 역대 선거 결과
|  | 22.08% |

|  | 28.42% |

|  | 20.3% |

|  | 18.22% |

|  | 69.18% |

|  | 0% |